# Monopólio estatal do petróleo no Brasil
O monopólio estatal do petróleo foi instituído no Brasil em 1953 pela Lei Nº 2004, que estabeleceu o monopólio da União na exploração, produção, refino e transporte do petróleo no Brasil, e criou a Petrobras para exercê-los.
Após a Segunda Guerra Mundial houve no Brasil um intenso debate sobre a melhor maneira de explorar o petróleo brasileiro. Havia dois grupos com posições bem definidas: um que defendia a abertura do setor petrolífero à iniciativa privada, nacional e estrangeira, e o outro que desejava ó monopólio estatal do petróleo. O assunto era muito polêmico, e envolvia diversos aspectos políticos, tais como a soberania nacional, a importância dos recursos minerais estratégicos, a política de industrialização, os limites de atuação de empresas multinacionais no Brasil e foi um dos assuntos mais marcantes na História do Brasil nas décadas de 1940 a 1960.
Ao ser aprovada, a Constituição de 1946 determinou que a regulamentação sobre a exploração de petróleo no Brasil fosse feita por meio de lei ordinária, e com isso criou-se a possibilidade para a entrada de empresas estrangeiras no setor petrolífero.
O presidente Eurico Gaspar Dutra enviou, em 1948 ao Congresso Nacional um  Anteprojeto do Estatuto do Petróleo que, se aprovado, permitiria a participação da iniciativa privada na indústria de combustíveis; naquela ocasião não havia no Brasil empresas brasileiras com recursos financeiros e tecnologia necessária para a exploração de petróleo. Isso fez com que os nacionalistas não concordassem com o anteprojeto de lei de Dutra por entender que sua aprovação significaria simplesmente a entrega da estratégica exploração do petróleo brasileiro aos interesses do cartel das multinacionais: a produção mundial de petróleo era, naquela época, dominada por um oligopólio constituído pelas "Sete irmãs", das quais cinco eram estadunidenses. Para defender a tese do monopólio estatal do petróleo organizaram um grande movimento popular, que ficou conhecido como a campanha O petróleo é nosso. A mobilização conseguiu impedir a tramitação do Anteprojeto do Estatuto do Petróleo no Congresso Nacional e muito contribuiu para a aprovação, em 1953, da Lei Nº 2004, que estabeleceu o monopólio estatal do petróleo e criou a Petrobrás.
Entre os anos de 1946 e 1953 houve acalorados debates no Brasil acerca da melhor maneira de se explorar o petróleo. Antes disso Monteiro Lobato já havia sido preso, no governo Getúlio Vargas, por defender uma postura nacionalista em relação à exploração do petróleo brasileiro. O aumento no consumo de combustíveis provocado pela política de industrialização à época tornou imperativo encontrar maneiras de aumentar a produção nacional de petróleo.

## Síntese da posição das duas correntes
Havia duas fortes correntes, com opiniões diametralmente opostas sobre o assunto: uma, a nacionalista, liderada pelo Marechal Horta Barbosa e a outra, conciliadora com o capital estrangeiro (chamada pejorativamente por seus opositores de entreguista), liderada pelo General Juarez Távora.
Os adeptos da posição nacionalista enfatizavam o anticolonialismo, e defendiam o monopólio estatal do petróleo no Brasil por considerar que o interesse dos grandes trustes multinacionais divergia dos interesses nacionais e que o petróleo, sendo um produto estratégico, não poderia ficar à mercê do controle estrangeiro, num mundo em que toda a produção de petróleo era dominada pelo oligopólio das Sete irmãs. Não havia nenhuma garantia que a concessão das lavras petrolíferas pudesse atrair novos investimentos - a prospecção de petróleo no Brasil era mais arriscada e mais cara que em outros países - e havia uma justificada desconfiança de que os trustes multinacionais obtivessem as concessões das lavras com a única finalidade de não explorar o petróleo brasileiro: "A principal causa do desinteresse das grandes companhias e da demora em transformar o país em produtor de petróleo foi à natureza pouco generosa de nossas bacias sedimentares, que exigem grande esforço e perseverança para identificar os campos de petróleo, tornando a exploração de petróleo no Brasil uma atividade de elevado risco. A estratégia das grandes empresas multinacionais do setor petrolífero – Esso, Shell e Texaco – seria a manutenção do Brasil como mercado, potencialmente, consumidor de petróleo(...)
 O petróleo pertence à nação que há de dividi-lo igualmente por todos os seus filhos”. E mais: “Pesquisa, lavra e refinação, constituem as partes de um todo, cuja posse assegura poder econômico e poder político. Petróleo é bem de uso coletivo, criador de riqueza. Não é admissível conferir a terceiros o exercício de uma atividade que se confunde com a própria soberania nacional. Só o Estado tem qualidades para explorá-lo, em nome e no interesse dos mais altos ideais de um Povo. — Marechal Horta Barbosa
A posição conciliadora com o capital internacional, chamada pejorativamente de "entreguista" por seus adversários, era defendida pelo General Juarez Távora e pelos economistas Roberto Campos e Eugênio Gudin, que acreditavam que a falta de concorrência geraria acomodação e ineficiência e que a não realização de parcerias com empresas estrangeiras dificultaria a exploração de petróleo pelo Brasil.

## Fim do monopólio estatal em 1997
A Lei nº 9.478, de 6 de agosto de 1997, também conhecida como nova  lei do petróleo,  revogou a lei nº 2004 de 1953 e foi sancionada pelo Presidente Fernando Henrique Cardoso.  A lei nº 9.478 extingue o monopólio estatal do petróleo nas atividades relacionadas à exploração, produção, refino e transporte do petróleo no Brasil, e passa a permitir que, além da Petrobrás, outras empresas constituídas sob as leis brasileiras e com sede no Brasil passem a atuar em todos os elos da cadeia do petróleo, ou seja, do poço ao posto (em inglês, from well to wheel), em regime de concessão ou mediante autorização do  concedente - a União.  Até o advento desta lei, outras empresas só podiam atuar no downstream isto é, apenas na venda dos derivados do petróleo. A Petrobras perdeu, assim,  o monopólio da exploração e do refino de petróleo no Brasil. 
A mesma lei instituiu: 
- o Conselho Nacional de Política Energética (CNPE), órgão de assessoria e consulta da Presidência da República, com a atribuição de propor políticas para o setor petrolífero;
- a Agência Nacional do Petróleo (ANP), órgão regulador da indústria do petróleo e responsável pela definição de diretrizes para a participação do setor privado na pesquisa, exploração, refino, exportação e importação de petróleo e derivados.

Posteriormente, diante da descoberta de jazimentos de petróleo e gás na camada pré-sal, ao longo do litoral brasileiro, a Lei n° 9.478 foi modificada pela Lei nº 12.351, de 22 de dezembro de 2010. 

## Continuidade do monopólio estatal
Apesar da Petrobras ter deixado por lei (de jure) de monopolizar a indústria petroleira no Brasil em 1997, a estatal continua de fato a monopolizar o setor, concentrando controle majoritário sobre a cadeia produtiva dos combustíveis, no estágio do refino, suas refinarias concentram a produção de praticamente todos os combustíveis distribuídos nos postos do país, das 17 refinarias existentes, a estatal é dona de 13, respondendo por 98% do petróleo refinado, as outras quatros são da Manguinhos, Univen, Riograndense e Dax Oil, sendo a estatal considerada a única empresa de refino que existe no Brasil, com o próprio ex-presidente da empresa, Pedro Parente afirmando que: "Não é bom para o País a Petrobras ter 100% de monopólio no refino", durante a greve dos caminhoneiros no Brasil em 2018, o Presidente da Câmara dos Deputados, Rodrigo Maia, afirmou: 'Crise provou que monopólio da Petrobras não serviu de nada", apesar do mesmo não defender sua privatização. Além de que a estatal brasileira detêm privilégios sobre seus concorrentes, a estatal conta como a Lei 12.351/2010, que obrigava a mesma a ser operadora única no pré-sal, dando assim exclusividade, em 2016, essa legislação foi alterada e excluiu a obrigatoriedade da empresa em atuar como operadora única, mas manteve o direito de preferência para adquirir, no mínimo, 30% de participação nos consórcios e a possibilidade fazer as suas operações após o leilão, o Instituto Brasileiro de Petróleo, Gás e Biocombustíveis (IBP) se referindo a lei disse que a medida vai atrapalhar a livre competição, "A possibilidade de exercer a preferência após o leilão prejudica a livre competição, gera incertezas e afeta a atração de investimentos para a província do pré-sal. Mas, como não poderia deixar de ser, o IBP respeita a decisão do governo".
Apesar de muitas companhias chegarem a atuar ao lado da Petrobras na extração e produção de petróleo, como Shell, Chevron, Statoil e Repsol, entre outras, no refino, porém, quase ninguém apareceu, já que com a abertura do mercado após mais de 40 anos de monopólio, a Petrobras já havia se apossado das melhores reservas do país, as causas para ter chegado nessa situação, o peso do governo no setor, criando um monopólio estatal por força legal, e posteriormente privilegiando a empresa estatal em detrimento de seus concorrentes e o gigantismo da estatal são considerados fatores chaves.
Em 2019, o ministro Paulo Guedes do governo Bolsonaro sinalizou o interesse em adotar medidas para quebrar o monopólio que a empresa exerce no setor do refino, muito embora a Petrobrás não tivesse mais exclusividade de atuação no setor de refino desde 1997. 